# هائو وی (کماندار)
هائو وی (انگلیسی: Hao Wei؛ زادهٔ ۳۰ اکتبر ۱۹۶۸) کماندار اهل چین بود. وی در بازی‌های المپیک تابستانی ۱۹۹۲ شرکت کرده‌است.